# Matt Graham
Matthew Graham (conocido como Matt Graham; North Gosford, 23 de octubre de 1994) es un deportista australiano que compite en esquí acrobático, especialista en la prueba de baches.
Participó en tres Juegos Olímpicos de Invierno, entre los años 2014 y 2022, obteniendo una medalla de plata en Pyeongchang 2018, en la prueba de baches, y el séptimo lugar en Sochi 2014, en la misma prueba.
Ganó cinco medallas en el Campeonato Mundial de Esquí Acrobático entre los años 2019 y 2025.

## Medallero internacional
| Juegos Olímpicos   | Juegos Olímpicos            | Juegos Olímpicos  | Juegos Olímpicos   |
| Año                | Lugar                       | Medalla           | Prueba             |
| ------------------ | --------------------------- | ----------------- | ------------------ |
| 2018               | Pyeongchang (Corea del Sur) | Medalla de plata  | Baches             |
| Campeonato Mundial |                             |                   |                    |
| Año                | Lugar                       | Medalla           | Prueba             |
| 2019               | Park City (Estados Unidos)  | Medalla de plata  | Baches             |
| 2021               | Almaty (Kazajistán)         | Medalla de plata  | Baches en paralelo |
| 2023               | Bakuriani (Georgia)         | Medalla de plata  | Baches             |
| 2023               | Bakuriani (Georgia)         | Medalla de bronce | Baches en paralelo |
| 2025               | Engadina (Suiza)            | Medalla de bronce | Baches en paralelo |